# Société du Renard
La Société du Renard est une société anonyme qui a construit des locomotives et des machines, de sa création en 1837 à sa dissolution en 1844. 
Elle était située dans le quartier des Marolles à Bruxelles. Outre la Société anonyme John Cockerill à Seraing et la Société Saint-Léonard à Liège, elle était l'une des trois premières entreprises actives dans le secteur ferroviaire belge. En plus des locomotives, des machines à vapeur, des bateaux métalliques y ont également été construits.

## Historique

### Création
La société anonyme, dite société du Renard est constituée en 1837, elle est dissoute en 1844.
L'usine de machines Renard est fondée par la Société générale de Belgique dans le quartier des Marolles, sous la direction de M. Cocheaux. L'usine tire son nom (Renard) de la Rue du Renart, où elle était située. C'était une usine assez grande qui employait quelques centaines de travailleurs de la région.

### Production de locomotives
Le 5 mai 1835, un train circule pour la première fois sur le continent européen entre Bruxelles-Groendreef et Malines. Les chemins de fer connaissent immédiatement un grand succès et entraînent une forte expansion du réseau ferroviaire. Répondant à la demande de nouveau matériel ferroviaire, la Société du Renard commence à produire sa première locomotive, la « Saint-Michel », utilisée à partir de 1838 sur le chemin de fer 25 entre Malines et Bruxelles. Cette locomotive était connue pour être plus rapide que la Stephenson, une locomotive britannique de 1835 utilisée sur le même itinéraire depuis le premier trajet en train en Belgique. La production de matériel ferroviaire devient une activité principale de l'usine et, dans les années qui suivent, plusieurs locomotives quittent les ateliers de la Rue du Renart. Sur les 146 locomotives employées par les chemins de fer belges en 1843, 77 venait de Cockerill, 13 de la Société du Renard et 11 de la Société Saint-Léonard (les 45 locomotives restantes ont été importées d'Angleterre ).
La Société du Renard étant au milieu des Marolles, elle ne dispose pas de sa propre liaison ferroviaire. De nouvelles locomotives ont donc dû être transportées dans les rues sur des wagons spécialement conçus, un processus qui durait plusieurs heures. Un petit tronçon de chemin de fer a été construit dans les halls de l'usine dans le but de tester et de démontrer de nouvelles locomotives.
Bien que sa production soit bien inférieure à celle de Cockerill ou à celle des constructeurs anglais, la Société du Renard commence à se faire un nom dans le monde ferroviaire. Ses locomotives étaient exposées dans des expositions internationales, remportant parfois des prix pour leur apparence et leur mécanique. Les journaux du temps ont rapporté que les conducteurs de train préféraient les locomotives Renard à celles de Cockerill. En 1843, deux locomotives produits par Renard, la « Victoria » et l'« Albert », ont attiré le convoi royal du roi Léopold Ier. Du matériel a également été exporté, y compris vers les territoires allemands, où deux locomotives de la Société du Renard étaient actives.

### Fermeture
Bien que l'usine ait survécu à la crise bancaire de 1839 (par opposition à la première usine de Cockerill), des rumeurs occasionnelles de fermeture se sont produites lorsqu'elle a soudainement licencié de nombreux employés. La Société du Renard a continué d'exister pendant un certain temps, mais le nombre de commandes a progressivement diminué. La concurrence de la Société anonyme John Cockerill, qui a pu survivre grâce aux efforts de l'État belge, était trop lourde pour l'usine de Bruxelles. Les locomotives et machines Cockerill étaient moins chères en raison de leur production à grande échelle et de la proximité des aciéries et des mines de charbon. Après quelques années de lourde dette, l'usine ferme ses portes vers 1847, avec 400 ouvriers dans la rue. Ce fut un coup dur pour le Quartier des Marolles.

### Antoine Wiertz
L'artiste belge Antoine Wiertz a loué les halls d'usine abandonnés à partir de 1847 pour y établir son atelier. Il y peint Triomphe du Christ, Deux filles ou la belle Rosine, L'Enfant brûlé et La Fuite en Égypte. Il a continué à y vivre pendant quelques années avant de déménager à la Rue Godecharle.

### Démolition
Après le départ de Wiertz, les halles ont été utilisées pendant un court moment comme un espace pour exposer le bétail. Entre-temps, l'échevin de travaux publics Auguste Blaes faisait des plans pour un grand projet d'assainissement dans les Marolles. Afin de mettre fin à la prolifération des bidonvilles insalubres et à la situation malsaine, la Rue Blaes et la Place du Jeu de Balle ont été posées à travers les Marolles. Les halls d'usine ont finalement été démolis en 1859 pour faire place à la Place du Jeu de Balle et aux bâtiments adjacents.